# Port de Plagne

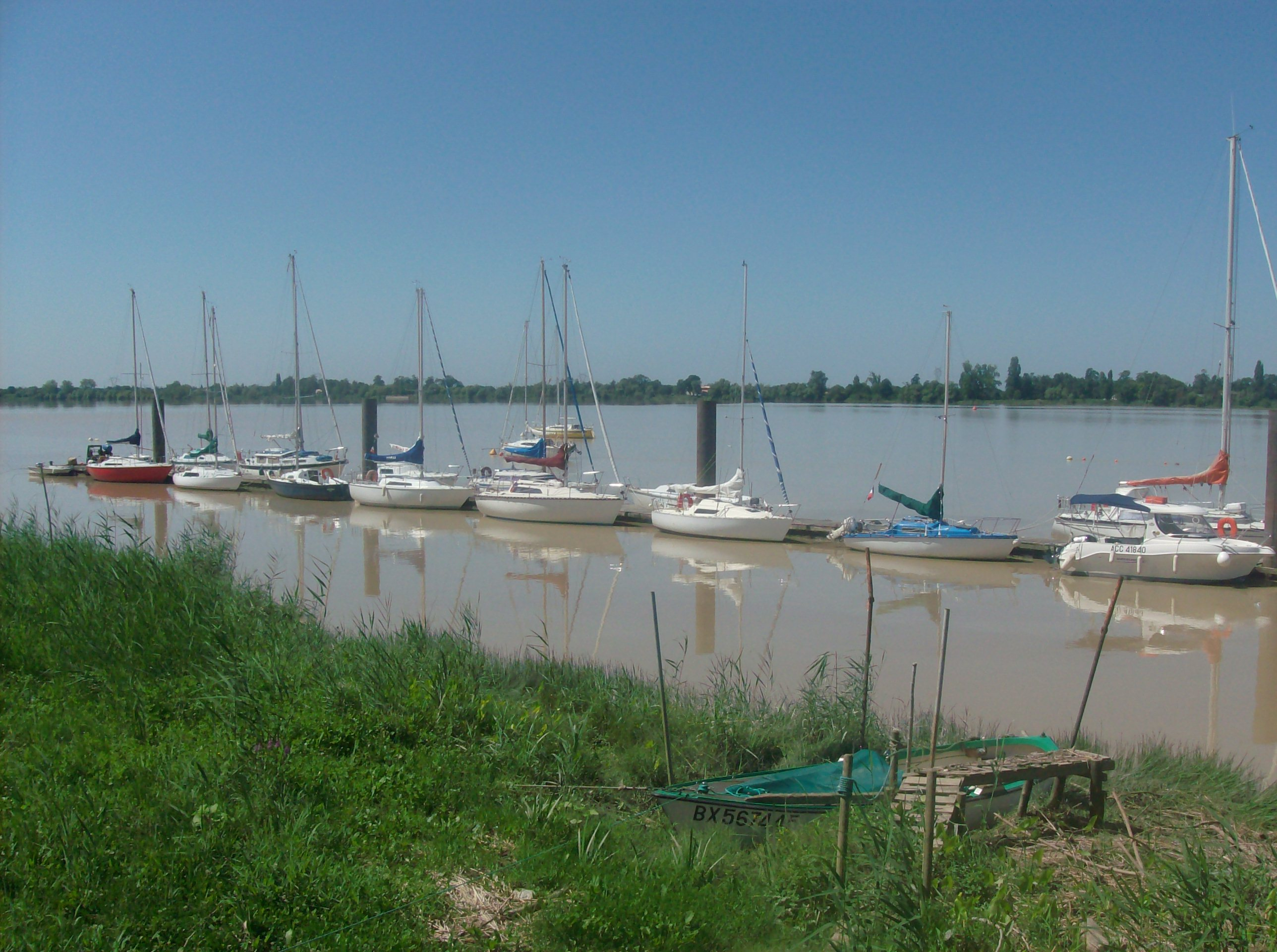
Port de Plagne

Autrefois un des deux plus importants ports de pêche d’esturgeon de la Gironde, le port de Plagne (Saint-André-de-Cubzac), sur la Dordogne compte aujourd’hui un port de plaisance, une halte nautique et un club nautique.